# 高雄市立大同醫院
高雄市立大同醫院位於高雄市前金區，於1946年6月15日設立於鹽埕區後遷移至現地，目前委由長庚醫療財團經營。

## 外部連結
- 高雄市立大同醫院